# 土口子乡
土口子乡，是中华人民共和国辽宁省抚顺市清原满族自治县下辖的一个乡镇级行政单位。

## 行政区划
土口子乡下辖以下地区：
治安村、汪家沟村、荒地村、猴石村、门脸村、石阳村、土口子村、柴家店村、拐磨沟村和陈家沟村。